# 39/A M. lángkézigránát
A 39/A M. lángkézigránát egy Magyarország által kifejlesztett és gyártott gyalogsági kézigránát volt, melyet a második világháború alatt használtak.

## Előzmény
Az 1941-42-ben a szovjet fronton harcoló magyar katonák az ellenséges harckocsik támadásakor kizárólag a természetes vagy mesterséges terepakadályokban és az egyre elégtelenebb páncéltörő tüzérségben bízhattak. Az első vonalban harcoló gyalogság egyetlen, harckocsik ellen alkalmazható fegyvere a nehézfegyveres rajok 20 mm-es 36 M. nehézpuskája volt, amelynek aprócska gránátja azonban csak a legvékonyabb páncélokat ütötte át, harctéren való mozgatása pedig meglehetősen nehézkesnek bizonyult. Az egyszerű katona semmiféle, a harckocsik ellen használható fegyverrel sem rendelkezett. Még az amúgy kitűnő csapódó gyújtós 36 M. Vécsey kézigránát sem volt alkalmas erre, mivel élesítése a levegőben való pörgése közben történt, így egy harckocsi búvónyílásán beejtve fel sem robbant.
Az egyetlen kivétel a 39/A M. lángkézigránát, amely a köznyelvben csak Molotov-koktél néven emlegetett kézigránátok egy változata volt. A legegyszerűbb ilyen fegyverek közönséges üvegbe töltött és külső lángforrással (égő ronggyal) felszerelt eszközök, míg a bonyolultabbak különleges töltete a levegővel való érintkezéskor magától gyullad meg. A magyar változat e két megoldás ötvözete volt: töltete közönséges, bárhol beszerezhető éghető folyadék, amelynek begyújtásáról a palack aljához rögzített ampullák gondoskodtak.
A nagyobb hatótávolságú páncélöklök és páncéltörő rakétavetők megjelenésével végül a magyar honvéd is hatékony harckocsielhárító fegyverekhez jutott, az időzítő gyújtós 42 M. Vécsey kézigránát pedig a korábbi modell hiányosságát is pótolta. A lángkézigránát azonban a háború végéig szolgálatban maradt.
A lángkézigránát a nehezebb háti lángszórók mellett erődítések elleni harcra is megfelelt.

## A 39/A M. lángkézigránát
Ellenséges harcjárművek, erődök, védett épületek elleni harcra szánták.

### Leírása
Csavaros alumínium kupakkal lezárt rövid nyakú zöld üvegpalack, amelynek fenekén téglatest alakú bemélyedés van. Ebbe van gyantaviasszal beragasztva a két ellentétes irányba fordított, gyújtófolyadékot tartalmazó ampulla, amelyek vége vörös ragtapasszal van burkolva.
Töltetként hűvös időben könnyűbenzint, 10° felett motalkót célszerű alkalmazni.

### Szállítása
A 39/A M. lángkézigránátot tábori zöldre festett, hengeres bádog hordtokban szállították, amely kartonnal van kibélelve, az alján pedig egy papírgyűrű van, ami megóvja az ampullákat a tok fenekéhez való ütődéstől.
Harcban a hordtok a derékszíjra akasztható, vagy négyesével speciális, kenderből készült, nyakba akasztható lángkézigránát hordhevederre erősíthető.
Ugyanez a tok szolgált később a 43 M. vakító kézigránát hordására is.

### Előkészítése és működése
Az eredetileg üresen kiszállított üvegpalackot a nyakgyűrűig feltöltjük benzinnel, majd a kupakkal lezárjuk és óvatosan a hordtokba helyezzük.
A hordtokból kivett lángkézigránátot mindenféle előkészület nélkül, azonnal dobható. Ha a kézigránát kellően sima és tömör felülethez csapódik, az összetörő üvegből a benzin a céltárgyra fröccsen, amit az ugyancsak összetörő ampullákban lévő és a szabad levegőn magától meggyulladó gyújtófolyadék belobbant.

## Oktató 39/A M. lángkézigránát
Dobógyakorlatoknál használatos kiképzőeszköz, a célzott dobás elsajátításához. Mérete olyan, hogy a hordtokból való biztonságos kivétel gyakorlására abban is elférjen.

## Változatok
A lángkézigránátnak további három, a fent bemutatottól többé-kevésbé eltérő változata is ismeretes. Ezek közül egy csupán anyagában tér el, ezt ugyanis zöld helyett színtelen üvegből állították elő (érdekes ugyanakkor, hogy a hordtokja is apró eltéréseket mutat az ismert típustól, erőteljesebb peremezéssel, a fedél pedig hangsúlyosabb merevítőbordával készült). Egy további, ugyancsak színtelen üvegből készült változatot hosszabb, jobban átmarkolható nyakrésszel láttak el. Ezek valószínűleg későbbi, a háborús nyersanyaghiány miatt pótanyagból készült példányok, ugyanakkor megjegyzendő, hogy a háború után felmerült, majd az immár 1004. sz. Vállalat néven működő egykori Mercur Rt.-nél egy kisebb széria erejéig meg is valósult a lángkézigránát ismételt gyártásba állítása, így ebből az időszakból is származhatnak.